# 聖母無玷之心堂
天主教聖母無玷之心堂（英語：Immaculate Heart of Mary Church）是香港一所天主教教堂，位於新界大埔運頭街十號，於1961年6月11日祝聖。

## 牧職人員
- 主任司鐸：布尊和神父
- 助理主任司鐸：梁達材神父、高旭神父、賈得理神父
- 終身執事：單耀發執事
- 牧職修女：陳意婉修女

## 堂區歷史
1961年6月11日，香港教區白英奇主教 (Bishop Lorenzo Bianchi) 為大埔聖母無玷之心堂主持祝聖禮，宗座外方傳教會桑得嵐神父 (Rev. Narciso Santinon, PIME)為第一任主任司鐸。聖堂為了對聖母瑪利亞的尊敬，故以聖母無玷之心作為主保。

## 堂區服務範圍
聖母無玷之心堂區現時除母堂外亦包括以下彌撒中心：
- 聖王亞納彌撒中心（英語：Saint Anna Wang Mass Centre），位於新界大埔培賢里恩主教書院內。
- 聖張大鵬小堂（英語：Saint Zhang Dapeng Chapel），位於新界大埔富亨邨第一期天主教聖母聖心小學。
- 三王來朝小堂 ﹝已沒有舉行彌撒﹞（英語：Epiphany Chapel），位於新界深涌村。
- 聖家小堂 ﹝已沒有舉行彌撒﹞（英語：Holy Family Chapel），位於新界吐露港赤徑村。
- 聖母無原罪小堂 ﹝已沒有舉行彌撒﹞（英語：Immaculate Conception Chapel），位於新界大浪村。

## 彌撒及禮儀時間

### 聖母無玷之心堂
- 主日彌撒: 07:30、09:30(粵語)、11:30(英語)
- 提前彌撒: 17:00(英語)、18:30(粵語)
- 平日彌撒: 07:00(粵語)

### 聖王亞納彌撒中心
- 主日彌撒 : 08:45 (英語)、11:30 (粵語)

### 聖張大鵬小堂
- 主日彌撒: 10:00 (粵語)

## 外部連結
- 聖母無玷之心堂 （页面存档备份，存于）